# Droogmansia
Droogmansia es un género de plantas con flores con 34 especies perteneciente a la familia Fabaceae.

## Especies seleccionadas
- Droogmansia angolensis
- Droogmansia chevalieri
- Droogmansia dorae
- Droogmansia elongata
- Droogmansia friesii
- Droogmansia giorgii
- Droogmansia godefroyana